# تاریخ بخارا (کتاب)
تاریخ بخارا که با نام مزارات بخارا هم شناخته می‌شود، مهم‌ترین و قدیمی‌ترین تاریخ محلی بر جای مانده دربارهٔ بخارا به زبان فارسی است. این کتاب را ابتدا ابوبکر محمد بن جعفر نرشخی به زبان عربی و به نام نوح یکم سامانی نوشته و در ابتدای سدهٔ ۶ قمری ابونصر احمد بن محمد نصر قُباوی به خواهش برخی از دوستانش به فارسی ترجمه کرده است. در تاریخ ۵۷۴ ه‍.ق هم، محمد بن زُفَر بن عُمَر، ترجمهٔ قباوی را تلخیص کرد و آن را به نام برهان‌الدین عبدالعزیز بن عُمَر بن عبدالعزیز بن مازه از صدور آل مازه بخارا درآورد.

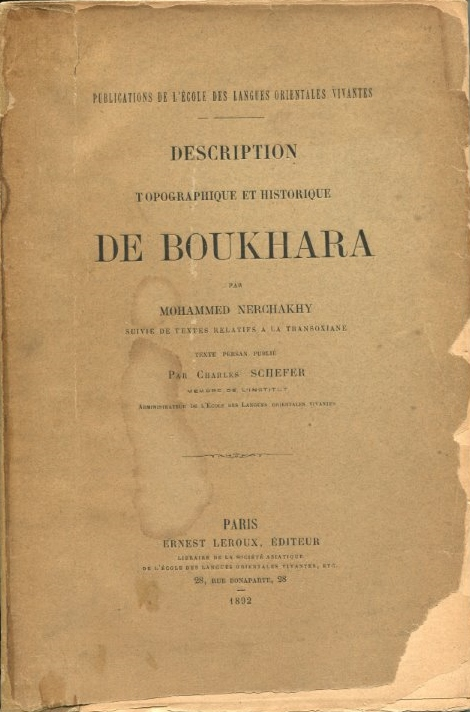
صفحه اول نخستین چاپ فرانسوی تاریخ بخارا از نرشخی در پاریس، به اهتمام ارنست ارلو در سال ۱۸۹۲م.

به سبب ترجمه و تلخیص و اضافاتی که در متن اصلی تاریخ بخارا راه یافته، اختلاف‌هایی از لحاظ تاریخ و محتوای حوادث در روایات مکرر کتاب دیده می‌شود. تاریخ بخارا از حیث گردآوری اطلاعات منحصر به فرد از اوضاع پایتخت و تاریخ سامانیان، اهمیتی ویژه دارد. این اثر همچنین شامل اطلاعات گران‌بهایی است که از نظر زبان‌شناسی، سکه‌شناسی، باستان‌شناسی و تاریخی مورد استفاده محققان نوین قرار گرفته است.

## نمونه‌هایی از متن کتاب

### ذکر بنای مسجد جامع بخارا
قتیبة بن مسلم، مسجد جامع بنا کرد اندر حصار بخارا، به سال نود و چهار [قمری] و آن موضع [قبل‌تر] بتخانه بود؛ مر اهل بخارا را فرمود تا هر آدینه در آنجا جمع شدندی چنان‌که هر آدینه منادی فرمودی: «هر که به نماز آدینه حاضر شود دو درم بدهم.» و مردمان بخارا به اول اسلام، در نماز قرآن به پارسی خواندندی و عربی نتوانتستندی آموختن، و چون وقت رکوع شدی، مردی بود که در پس ایشان بانگ زدی «بکنیتانکنیت» و چون وقت سجده خواستندی کردن بانگ کردی «نگونبانگونی».

### سوگ سیاوش
در فصل ذکر بنای ارگ بخارا، نخست کشته‌شدن سیاوش به‌دست افراسیاب از کتاب خزاین‌العلوم نوشته ابوالحسن نیشابوری نقل می‌شود: «مردمان بخارا را در کشتن سیاوش نوحه‌هاست، چنانکه که در همهٔ ولایت‌ها معروف‌ است و مطربان آن‌ را سرود ساخته‌اند و قوّالان (سرودخوانان) آن را گریستن مغان خوانند و این سخن، زیادت از سه‌هزار سال است...»

## ترجمه‌ها
- نخست در سال ۱۱۲۸ یا ۱۱۲۹ میلادی، ابونصر احمد قباوی، متن اصلی عربی نرشخی را با مطالب اضافی به فارسی برگرداند و پوشش تاریخی کتاب را تا سال ۹۷۵ میلادی رساند.[۵]

- سپس چارلز هانری آگوست شِفِر در سال ۱۸۹۲، این کتاب را به زبان فرانسوی به اختصار ترجمه و منتشر کرد.[۶]

- در نهایت در سال ۱۹۵۴، ریچارد فرای، تاریخ‌دان مشهور، خلاصه نسخه فارسی کتاب را به زبان انگلیسی ترجمه کرد.[۷]